# Boadicea (djur)
Boadicea är ett släkte av fjärilar. Boadicea ingår i familjen björnspinnare.
Kladogram enligt Catalogue of Life:
| Boadicea | \| \| Boadicea flavimacula \| \| \| \| \| \| Boadicea pelecoides \| \| \| \| |
|          | \| \| Boadicea flavimacula \| \| \| \| \| \| Boadicea pelecoides \| \| \| \| |
|          | Boadicea flavimacula                                                         |
|          |                                                                              |
|          | Boadicea pelecoides                                                          |
|          |                                                                              |